# 馬迪納尼省
9°37′N 6°57′W / 9.617°N 6.950°W

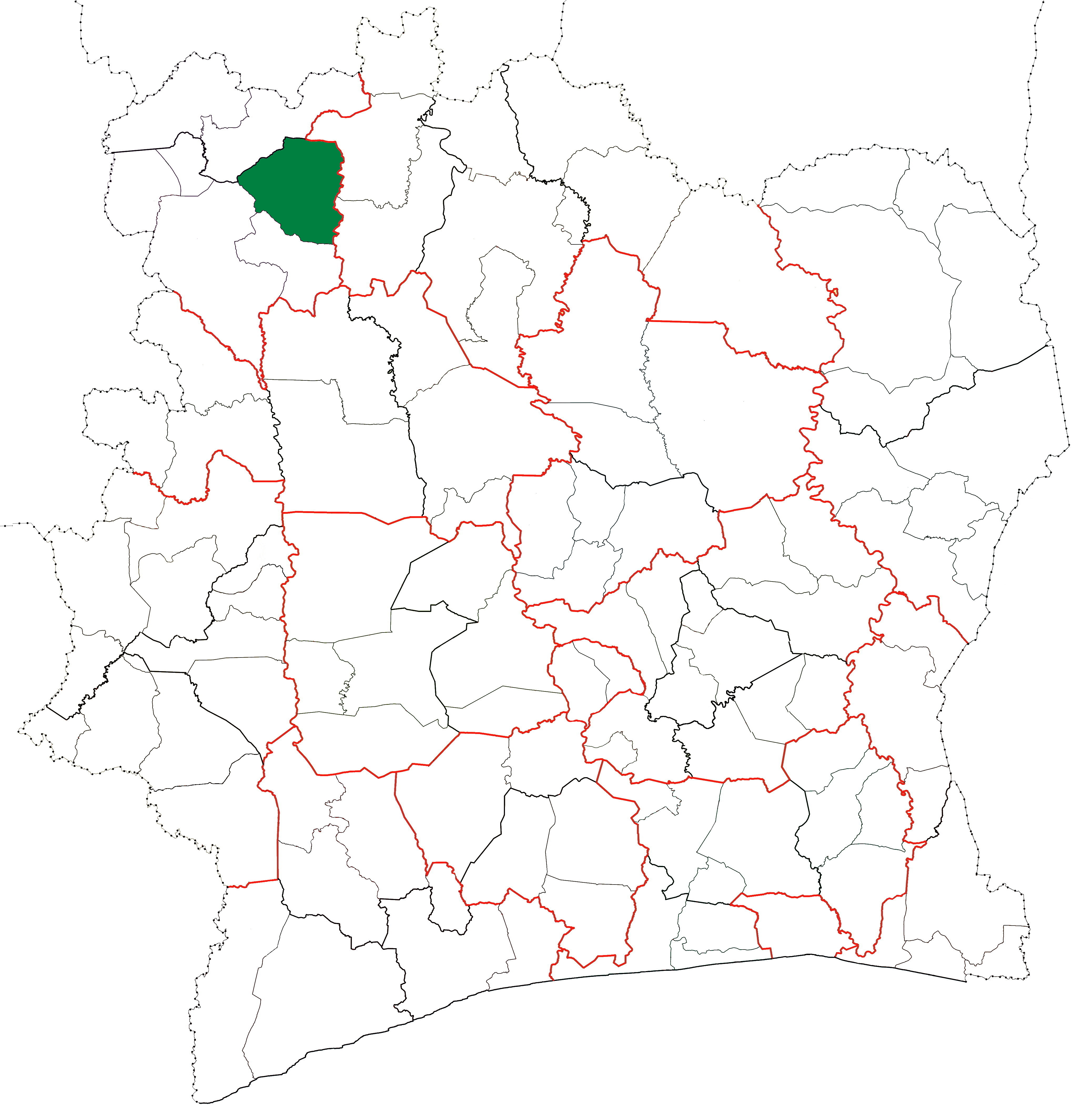

馬迪納尼省（Madinani Department），是科特迪瓦的省份，位於該國西北部登蓋萊區，由卡巴杜古大區負責管轄，成立於2005年，面積3,445平方公里，2014年人口39,704，人口密度每平方公里12人。